# Hombre Invisible
Hombre Invisible es el quinto álbum de estudio de la cantautora mexicana Ely Guerra el cual representa su primer álbum fuera de las filas de EMI Music y bajo el sello independiente, creado por la propia cantante, Homey Company.
Ely ha invitado a colaborar en la composición a Álvaro Henríquez (Los Tres de Chile), Enrique Bunbury, Gilberto Cerezo (Kinky), Gustavo Santaolalla, Juanes, Pablo Gigliotti, Emmanuel "Meme" Del Real (Café Tacvba), Horacio Franco así como su propia banda, Los Elys Guerras.
Tal conjunción de talentos, única en la historia de cualquier disco mexicano, tiene una estrategia aún más sorprendente, que la propia Ely describe: "Todos ellos fueron invitados a realizar una colaboración autoral. Cada uno de estos admirados músicos invitados ha entrado en un juego de composición a larga distancia, participando con tan sólo una secuencia armónica que fue tomando forma en mis manos, cayendo entonces en una pre-producción de arreglos musicales con mi banda de años, Los Elys Guerras (Hernán Hecht, Ezequiel Jaime, Nicolás Santella y Demian Gálvez). Esta secuencia armónica fue el primer paso de cada pieza, de ahí que yo pudiera seguir mi camino natural como compositora y músico".

## Realización y Preproducción
"Se trata de una producción que resulta atractiva de principio a fin. Eclecticismo transformado en realidad auditiva con bases sólidas, así como en una creencia y convicción profunda en cuanto a su propuesta y manera de interpretar la música. 
`La Guerra´ se percibe cómoda y satisfecha con el trabajo que entrega. Su voz es sinónimo de calidad, de diversos tonos bien educados y de una actitud de lucha ante la vida sin importar lo que ésta pueda deparar. Además, la banda que la acompaña suena mejor que nunca, totalmente compenetrada con sus ideales y con el entusiasmo a flor de piel por tratar de hacer del mundo un lugar mejor por medio de la música. 
Ely no deja de sorprender en ningún instante. La madurez que denota se refleja no sólo a través de los diez tracks, sino en el proceso de planeación y composición. Vale la pena recordar que durante la concepción del disco fue la encargada de conformar un laboratorio de mentes creativas en el que únicamente ella sabía qué tanto podría aportar cada uno de sus cómplices. 
Partiendo del aspecto visual, para después crear diferentes historias que las complementaran, la colectividad invisible se materializa en los pequeños o grandes fragmentos que personajes como Álvaro Henríquez, Enrique Bunbury, Emmanuel del Real, Gustavo Santaolalla, Horacio Franco, Juanes y Pablo Gigliotti compartieron con Ely para dar forma a sus creaciones. Una vez con las secuencias que ellos le enviaron, se dio paso a estructurar las melodías, armonías y líricas. La verdadera fuerza del “Hombre Invisible” radica en la multiplicidad de sus actores que, aunque no se ven, están impregnados en la esencia de cada tema."
Con respecto a lo anterior Ely dijo:
"Todos ellos fueron invitados a realizar una colaboración autoral. Cada uno de estos admirados músicos invitados ha entrado en un juego de composición a larga distancia...una secuencia armónica que fue tomando forma en mis manos, cayendo entonces en una pre-producción de arreglos musicales con mi banda de años, Los Elys Guerras (Hernan Hecht, Ezequiel Jaime, Nicolás Santella y Demian Gálvez ). Esta secuencia armónica fue el primer paso de cada pieza, de ahí que yo pudiera seguir mi camino natural como compositora y músico".

## Venta y Promoción
El disco salió a la venta en formato digital (incluidos más de 30 extras) el 27 de noviembre de 2009 a través de la página "Mapamondo" , empresa independiente dedicada a la promoción y distribución de contenidos digitales, así como a la creación de lanzamientos musicales especialmente diseñados para formato digital, siendo Hombre Invisible su primer gran proyecto.
Entre los extras que ofrece para Hombre Invisible, se pueden obtener sus 10 canciones por separado, cada una con arte especial (para imprimir y navegar), screensavers, wallpapers, ringtones, pósteres en alta resolución, papertoys, slides de fotos y más, así como el booklet en alta definición que permitirá al usuario imprimir el arte del disco y armar su propio CD y su versión digital para ser navegado en cualquier explorador.
El álbum también se encuentra disponible para su compra en la iTunes Music Store, sin embargo, esta versión no incluye material adicional fuera de un libro digital con el arte del disco.
Como parte de la promoción e inicio de la gira 2009-2010, Ely Guerra realizó un concierto en el Teatro Metropólitan de la Ciudad de México el 5 de diciembre de 2009 en el que presentó formalmente a sus fanes el disco.
El álbum fue galardonado en el 2010 con el Grammy Latino en la categoría de Mejor álbum de música alternativa.

## Invisible Man: relanzamiento en versión Jazz
En 2011, la cantante hizo público el relanzamiento de su anterior material, pero con una materialización sonora distinta al trabajo ya conocido de la cantante. El 22 de noviembre del mismo año, publicó por medio de iTunes el álbum en formato digital y, al lapso de unos días en formato físico, el cual fue muy bien recibido por la crítica y los medios[cita requerida].

## Track List
| #   | Título                             | Hombre Invisible                                                          | Tiempo |
| --- | ---------------------------------- | ------------------------------------------------------------------------- | ------ |
| 1.  | "Lontano"                          | Ely Guerra, Enrique Bunbury                                               | 3:52   |
| 2.  | "Messy"                            | Ely Guerra, Álvaro Henríquez                                              | 2:40   |
| 3.  | "Stranger"                         | Ely Guerra, Hernan Hecht, Ezequiel Jaime, Nicolás Santella, Demian Gálvez | 3:18   |
| 4.  | "Colmena"                          | Ely Guerra                                                                | 4:54   |
| 5.  | "Mi Condición"                     | Ely Guerra, Gustavo Santaolalla                                           | 4:34   |
| 6.  | "Bumeran"                          | Ely Guerra, Pablo Gigliotti                                               | 4:24   |
| 7.  | "Lento Funeral"                    | Ely Guerra, Horacio Franco                                                | 3:56   |
| 8.  | "You Love Me"                      | Ely Guerra, Emmanuel del Real                                             | 3:00   |
| 9.  | "Antes de Septiembre"              | Ely Guerra, Juanes                                                        | 4:42   |
| 10. | "La Habitación"                    | Ely Guerra, Gilberto «Gil» Cerezo                                         | 8:31   |
| 11. | "Vale que Tengas" (solo en iTunes) | Ely Guerra                                                                | 2:50   |

- Datos: Q5887857